# Cyclophoraceae
Famille
Les Cyclophoraceae sont une famille d'algues de l'embranchement des Bacillariophyta de la classe des Bacillariophyceae et de l’ordre des Cyclophorales.

## Étymologie
Le nom vient du genre type Cyclophora, dérivé du grec κύκλος / kýklos, « cercle ; rond », et φόρος / phoros, porter, en référence à la coque entourant la diatomée (frustule) dont la forme est plus ou moins circulaire.

## Systématique
La famille des Cyclophoraceae a été créée en 1990 par les phycologues Frank Eric Round (d) (1927–2010) et Richard Miles Crawford (d) (1941-).

## Description
Le genre type Cyclophora est une diatomée sans raphé (araphides), se présentant sous la forme de frustules inégales ou égales, composées de une ou deux valves avec, au centre, un « pseudoseptum » elliptique à circulaire, contenant des pyrénoïdes. Ces frustules sont tabulées-rectangulaires et reliées en chaîne par des coussinets gélatineux alternés. 

## Liste des genres
Liste des genres selon AlgaeBase (28 avril 2022) :
- Cyclophora Castracane, 1878 genre type
  - Cyclophora tenuis Castracane, 1878 espèce type[2]
- Lucanicum C.S.Lobban & M.P.Ashworth, 2014